# Lupo solitario (album)
Lupo solitario è il secondo album in studio del rapper italiano Zampa, pubblicato nel 2004 dalla Vibrarecords.

## Descrizione
Registrato a Milano nella Fortezza, Lupo solitario si compone di ventuno brani prodotti da Bassi Maestro, Bosca, DJ Zeta, Frank Siciliano, Hakeem, Jack the Smoker, Jimbo degli Osteria Lirica, Mace e Rubo. Tra le collaborazioni sono presenti Bassi Maestro, Mistaman, Jap e la Cricca Dei Balordi.
L'album ha rappresentato un salto di qualità rispetto all'album precedente, sia per le produzioni che per i testi che portano gli ascoltatori nel mondo del rapper. Temi toccati sono autobiografici, compresi sogni, speranze disilluse e difficoltà giornaliere.

## Tracce
1. Intro – 2:28 – prodotta da Mace
2. Lupo solitario – 3:27 – prodotta da Hakeem
3. Le cose accadono (featuring Jap) – 3:47 – prodotta da Rubo
4. Va così (Non mollo) – 3:22 – prodotta da Hakeem
5. Avvoltoi (featuring Rido, Il maniaco) – 3:30 – prodotta da Hakeem
6. Solo un'altra notte – 3:22 – prodotta da Jimbo
7. Tracce – 2:56 – prodotta da Bassi Maestro
8. Oggi (featuring Mistaman, Frank Siciliano) – 4:23 – prodotta da Frank Siciliano
9. Il branco (featuring Asher Kuno, Bat One, Jack the Smoker, Gomez, Ape) – 4:43 – prodotta da Jack the Smoker
10. L'attitudine e l'istinto – 2:58 – prodotta da Jimbo
11. Il cielo piange (featuring Supa, Il maniaco) – 2:58 – prodotta da Hakeem
12. Questo fuoco (feat. Mistaman) – 2:52 – prodotta da Mace
13. I miei fratelli – 3:36 – prodotta da Jimbo
14. L'ultimo sogno – 3:27 – prodotta da Hakeem
15. È un cazzo d'inferno – 3:05 – prodotta da Hakeem
16. Nuts (featuring Bassi Maestro) – 3:30 – prodotta da Bosca
17. La mia vita (featuring Jap) – 2:49 – prodotta da Mace
18. Mi basta molto poco – 3:17 – prodotta da Mace
19. La vita va avanti – 4:09 – prodotta da DJ Zeta
20. Don't Stop – 3:52
21. Ciao – 4:56